# Asociación Nacional Noruega para la Liberación Lésbica y Gay

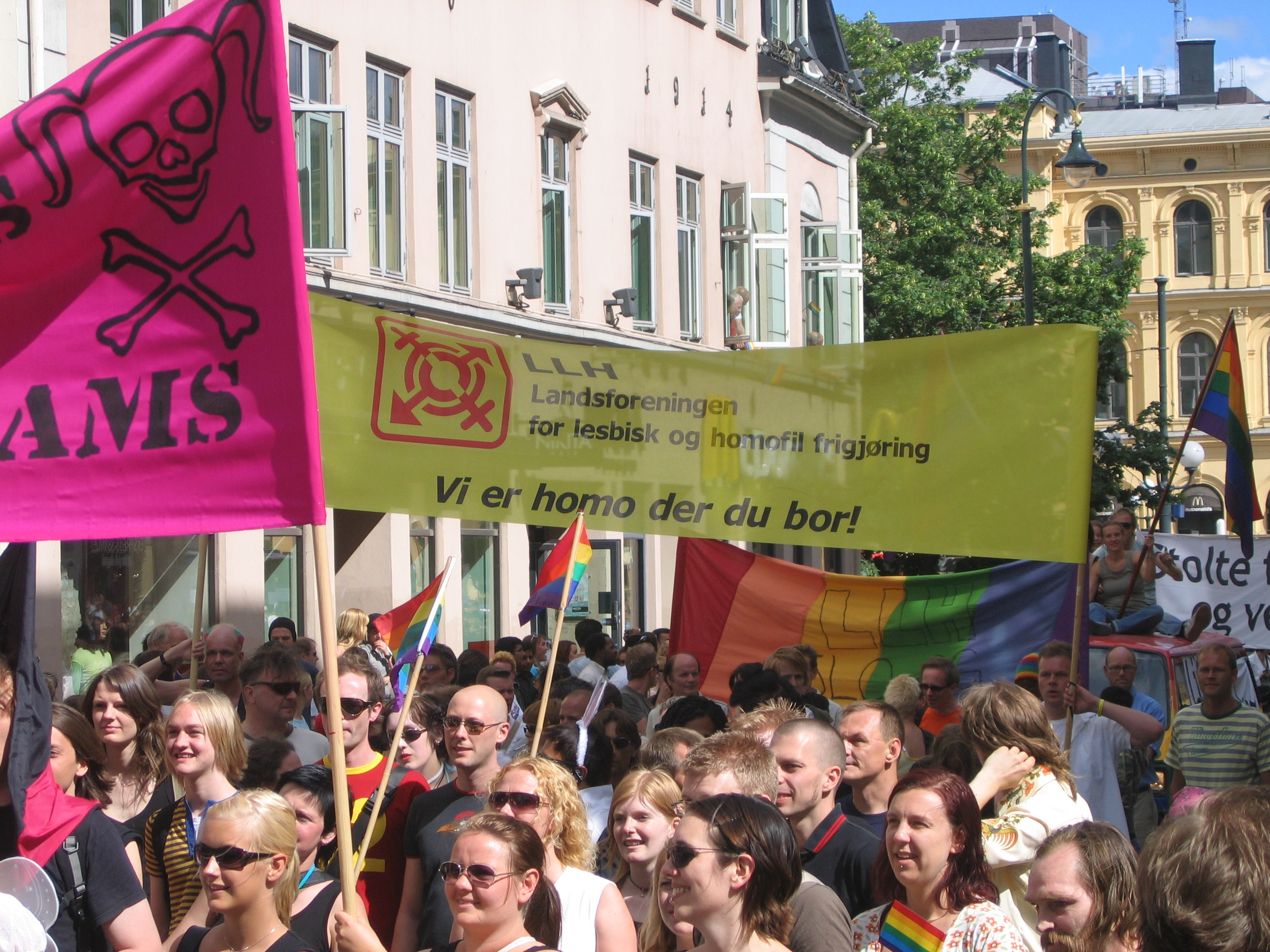
Desfile del Europride 2005, celebrado en Oslo.

Landsforeningen for lesbisk og homofil frigjøring (LLH) (en español: «Asociación Nacional Noruega para la Liberación Lésbica y Gay») es una ONG noruega que «trabaja política y socialmente para que aquellos que son gais, lesbianas y bisexuales puedan vivir abiertamente sin miedo a ser excluidos, discriminados o acosados». Desde 2008 está presidida por Karen Pinholt.

## Historia
La organización tuvo sus inicios en 1949, cuando el «Forbundet af 1948», una organización gay danesa aceptó a dos miembros noruegos. El «Forbundet av 1948» se organizó como una asociación propia en 1952, pero trabajando de forma clandestina por miedo a la persecución policial y judicial y a la posible discriminación.
En 1965, un programa de radio de 90 minutos presentó un punto de vista equilibrada de la homosexualidad. En 1972 la homosexualidad masculina fue legalizada. En 1977 la Asociación Psiquiátrica Noruega eliminó la homosexualidad de la lista de patologías psiquiátricas. En 1979 el ministerio de defensa noruego dio plenos derechos al personal militar homosexual.
Karen-Christine Friele fue la líder y portavoz de la asociación durante la década de 1970.
En 1992 se formó el LLH como resultado de la fusión del «Forbundet av 1948» y el «Fellesrådet for homofile organisasjoner i Norge».
En la actualidad (2009), la asociación cuenta con unos 2000 miembros. La mayoría de los miembros viven en las áreas de Sveio y Stord, repartidos en un 75% y 25% respectivamente.

## Dirección desde 1992
- 1992 – 1998 Gro Lindstad
- 1998 – 2002 Knut Sverre Bjørndalen Røang
- 2002 – 2004 Tore Holte Follestad
- 2004 – 2008 Jon Reidar Øyan
- desde 2008 Karen Pinholt